# Egri Antal (költő)

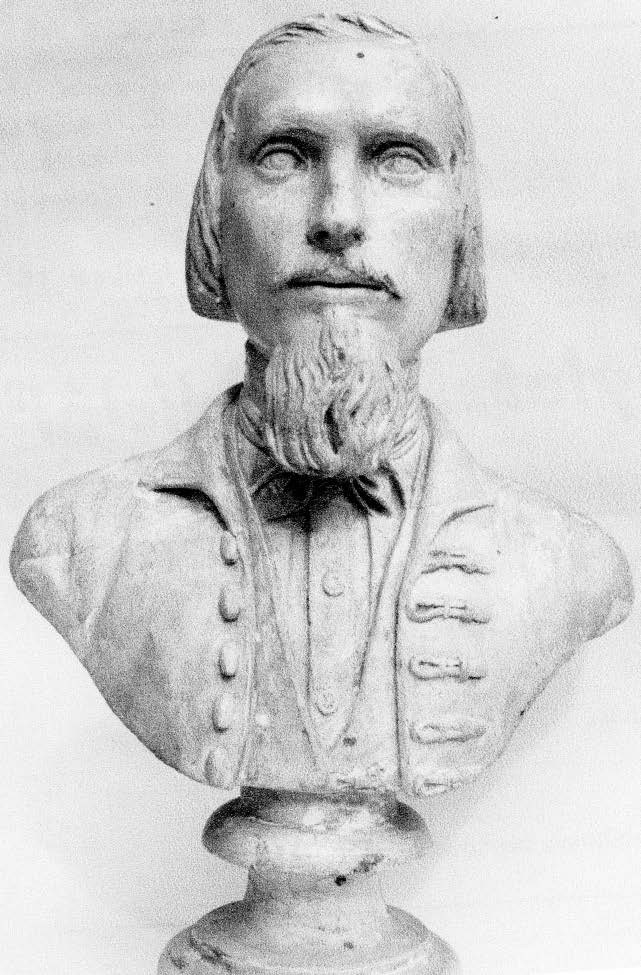
Chiovini (Egri) Antal mellszobra

Chiovini Egri Antal (Chiovini Antal Mihály, Kiovinyi; Eger, 1824. június 9. – Besenyszög, 1901. február 17.) ügyvéd, költő, honvéd hadbíró főhadnagy.

## Élete
Chiovini Jakab (felső-olasz) ónöntő mester és Peer Anna (német) fiaként született. Hadbírói tanfolyamot végzett, majd 1849 júliusától a Tiszai Hadsereg hadbíró főhadnagyként szolgált, majd a Világosi fegyverletétel után az aradi fogolytáborból az egri pékek menekítették át ponyva alatt Egerbe ahol hónapokig a szőlőkben bújkált a megtorlás elől. Az 1851-től (tíz éven át) szolnoki, törökszentmiklósi, valamint ceglédi járásokban szolgabírói megbízatásokat kapott. Felesége Felesége Szabó Hermina. 1861-től 1880-ig az Egri Törvényszéken tevékenykedik különböző beosztásokban. 1880-tól haláláig Szolnokon és Besenyszögön élt. Ezidőtájt vármegyei megbízatásai voltak (gyámügyi felelős, adófelszólamlási megbízott, stb. és a Szolnok környéki területek kateszterizálási munkáinak jogi ellenőre, tanácsadója.
Verseit a Nefelejts (1854–55), a Hölgyfutár (1874) és  az "Eger Hetilap" (1875-1882) közölte. Két népregéje, amelyeken Vörösmarty Mihály hatása érezhető, önálló kötetben jelentek meg.
Családjában meghatározó a művészi véna. Fia Chiovini Lajos hegedűművész, unokája Chiovini Ferenc, Munkácsy-díjas festőművész, dédunokája Chiovini Márta hegedűművész és ükunokája Aszódi Mária koloratúrszoprán operaénekes voltak.

## Munkái
- Törtel, néprege tiz énekben. Eger, 1863. Online
- Sinka halma, néprege nyolcz énekben. Eger, 1863. Online